# 嗒然
嗒然（とうぜん、本姓・八幡、1796年〈寛政8年〉 - 1862年1月5日〈文久元年12月6日〉）は、日本の僧侶、画家。

## 人物
伯耆国会見郡皆生村（現・鳥取県米子市）の漁家に生まれる。11歳の時に大山寺に入り、台腎に師事し、剃髪して名を台貫と改める。詩文書画に堪能である。「千枚書き」と呼ばれるほど数多くの書画をこの世に残す。
「朝比奈三郎、曽我五郎の草摺りを曳く図」を描いて貴布禰神社に奉納する。晩年は大山寺を出て、山麓八幡に草庵を結び、迎嶽観主人太虚と号し、専ら風流三昧の境涯に浸り、十神山から発掘の古銅印を落款に用いる。文久元年12月6日に66歳で寂滅する。